# Keon Clark
Arian Keon Clark (Danville, Illinois; 16 de abril de 1975) es un exjugador de baloncesto estadounidense que jugó durante seis temporadas en la NBA. Con 2,11 metros de altura, lo hacía en la posición de ala-pívot.

## Trayectoria deportiva

### Universidad
Tras dos años en sendos junior colleges, jugó durante dos temporadas con los Rebels de la Universidad de Nevada-Las Vegas, en las que promedió 14,8 puntos y 9,6 rebotes por partido.

### Profesional
Fue elegido en la decimotercera posición del Draft de la NBA de 1998 por Orlando Magic, pero fue automáticamente traspasado a Denver Nuggets, donde jugó durante 2 temporadas y media, antes de ser traspasado a Toronto Raptors. Allí realizó su mejor temporada, la 2001-02, promediando 11,3 puntos y 7,4 rebotes por partido. Al año siguiente recaló en Sacramento Kings, donde jugaría su última temporada completa, ya que al año siguiente solamente jugó dos partidos con los Utah Jazz antes de dejar definitivamente el baloncesto en activo.
En 6 temporadas promedió 8,2 puntos y 5,9 rebotes por partido.

## Estadísticas de su carrera en la NBA

### Temporada regular
| Temporada | Edad | Equipo           | Liga | P   | TIT | MIN  | TC  | TCA | %TC  | 3P  | 3PA | %3P  | TL  | TLA | %TL  | R.OF. | R.DEF. | REB | ASIS | ROB | TAP | PER | FP  | PTS  |
| 1998-99   | 23   | Denver Nuggets   | NBA  | 28  | 0   | 14.6 | 1.3 | 2.9 | .450 | 0.0 | 0.0 | .000 | 0.8 | 1.3 | .568 | 1.3   | 2.1    | 3.4 | 0.4  | 0.4 | 1.1 | 0.8 | 1.9 | 3.3  |
| 1999-00   | 24   | Denver Nuggets   | NBA  | 81  | 20  | 22.8 | 3.5 | 6.5 | .542 | 0.0 | 0.1 | .125 | 1.5 | 2.2 | .688 | 2.0   | 4.2    | 6.2 | 0.9  | 0.6 | 1.4 | 1.5 | 2.9 | 8.6  |
| 2000-01   | 25   | TOTAL            | NBA  | 81  | 3   | 21.2 | 3.1 | 6.4 | .480 | 0.0 | 0.0 | .000 | 1.8 | 3.0 | .592 | 1.7   | 3.7    | 5.4 | 0.9  | 0.4 | 1.9 | 1.1 | 3.0 | 7.9  |
| 2000-01   | 25   | Denver Nuggets   | NBA  | 35  | 3   | 21.5 | 2.3 | 5.7 | .412 | 0.0 | 0.0 |      | 1.8 | 3.0 | .600 | 1.7   | 3.7    | 5.3 | 1.0  | 0.5 | 1.3 | 1.4 | 2.9 | 6.5  |
| 2000-01   | 25   | Toronto Raptors  | NBA  | 46  | 0   | 21.0 | 3.6 | 7.0 | .522 | 0.0 | 0.0 | .000 | 1.7 | 2.9 | .585 | 1.7   | 3.7    | 5.4 | 0.8  | 0.3 | 2.4 | 0.9 | 3.1 | 9.0  |
| 2001-02   | 26   | Toronto Raptors  | NBA  | 81  | 31  | 27.0 | 4.7 | 9.6 | .490 | 0.0 | 0.1 | .000 | 1.9 | 2.8 | .674 | 2.2   | 5.2    | 7.4 | 1.1  | 0.7 | 1.5 | 1.7 | 3.2 | 11.3 |
| 2002-03   | 27   | Sacramento Kings | NBA  | 80  | 11  | 22.3 | 2.8 | 5.6 | .501 | 0.0 | 0.1 | .000 | 1.1 | 1.6 | .656 | 1.7   | 3.9    | 5.6 | 1.0  | 0.5 | 1.9 | 1.2 | 2.8 | 6.7  |
| 2003-04   | 28   | Utah Jazz        | NBA  | 2   | 0   | 13.5 | 1.0 | 3.0 | .333 | 0.0 | 0.0 |      | 0.0 | 0.0 |      | 0.5   | 3.0    | 3.5 | 0.5  | 0.5 | 0.0 | 0.0 | 0.5 | 2.0  |
| Total     |      |                  | NBA  | 353 | 65  | 22.6 | 3.3 | 6.7 | .500 | 0.0 | 0.1 | .053 | 1.5 | 2.3 | .645 | 1.9   | 4.1    | 5.9 | 0.9  | 0.5 | 1.6 | 1.3 | 2.9 | 8.2  |

### Playoffs
| Temp.   | Edad | Equipo           | Liga | P  | MIN | TCA | TC  | 3PA | 3P | TLA | TL | R.OF. | REB | ASIS | ROB | TAP | PER | FP | PTS | %TC  | %3P | %FT  | MIN  | PTS  | REB | AST |
| 2000-01 | 25   | Toronto Raptors  | NBA  | 11 | 103 | 11  | 30  | 0   | 0  | 13  | 20 | 7     | 23  | 6    | 2   | 3   | 4   | 16 | 35  | .367 |     | .650 | 9.4  | 3.2  | 2.1 | 0.5 |
| 2001-02 | 26   | Toronto Raptors  | NBA  | 5  | 174 | 26  | 48  | 0   | 0  | 15  | 16 | 14    | 40  | 8    | 2   | 8   | 14  | 19 | 67  | .542 |     | .938 | 34.8 | 13.4 | 8.0 | 1.6 |
| 2002-03 | 27   | Sacramento Kings | NBA  | 12 | 171 | 20  | 41  | 0   | 0  | 15  | 21 | 14    | 44  | 4    | 3   | 8   | 13  | 30 | 55  | .488 |     | .714 | 14.3 | 4.6  | 3.7 | 0.3 |
| Total   |      |                  | NBA  | 28 | 448 | 57  | 119 | 0   | 0  | 43  | 57 | 35    | 107 | 18   | 7   | 19  | 31  | 65 | 157 | .479 |     | .754 | 16.0 | 5.6  | 3.8 | 0.6 |

## Problemas con la justicia
- En 2006 fue citado por un juez en Illinois acusándole de posesión de cannabis y otras sustancias estupefacientes, además de estar en posesión de armas de fuego sin licencia.
- En octubre de 2007 fue detenido acusado de los cargos anteriores, y sentenciado a 30 meses de prisión, aunque de momento se está a la espera de una audiencia solicitada por un juez del estado.[1]
- En unas declaraciones a la cadena de televisión ESPN confesó que jamás había jugado un partido sobrio, y que bebía ginebra incluso en los descansos de los partidos. Nunca jugué un partido sobrio... desafortunadamente. Nunca paré, confesó el jugador.[1]
- El 5 de diciembre de 2013, Clark fue sentenciado a 8 años de prisión por posesión de armas. Actualmente cumple su pena en el East Moline Correctional Center en East Moline, Illinois